# Down Under
"Down Under" er en sang, som blev et stort hit for den australske gruppe Men at Work i 1982. Det blev den uofficielle sang til den australske succes i 1983 America's Cup og er for mange unge under 40 blevet den uofficielle nationalsang.[kilde mangler]
| Musik | Spire Denne musikartikel er en spire som bør udbygges. Du er velkommen til at hjælpe Wikipedia ved at udvide den. |